# William McKinley Inauguration Footage
De William McKinley Inauguration Footage is een kort filmpje uit 1897, bevattende de beelden van de inauguratie van de Amerikaanse president William McKinley.
Het filmpje is geschoten op 4 maart 1897 en duurt iets meer dan een minuut. Op het filmpje is te zien hoe McKinley in een officiële parade over Pennsylvania Avenue rijdt terwijl de menigte hem toejuicht. 
Het filmpje is historisch bijzonder omdat het het oudste bekende filmmateriaal van een Amerikaanse president is. Het origineel wordt bewaard in de U.S. National Archives. De geluidsscore werd later opgenomen; toen het filmpje werd geschoten werd er geen geluid bij opgenomen.
Dankzij een succesvolle digitalisatie is het filmpje tegenwoordig op het internet te zien. Door de hoge ouderdom en het feit dat het om Amerikaans overheidsmateriaal gaat, is het filmpje vrij van auteursrechten. 